# مارو مارکاریان
مارو مارکاریان (به ارمنی: Մարո Մարգարյան) (زاده ۹ دسامبر ۱۹۱۵ در شاهومیان - وفات ۲۹ ژانویه ۱۹۹۹ در ایروان) بانوی شاعر و مترجم اهل ارمنستان بود.

## زندگی‌نامه
تحصیلات ابتدائی را در زادگاهش گذراند و در سال ۱۹۳۸م در رشته زبان و ادبیات، از دانشگاه دولتی ایروان فارغ‌التحصیل شد. از سال ۱۹۶۷م به بعد در کمیته ارتباطات فرهنگی با جماعت ارمنیان پراکنده به کار اشتغال شد.
مارو مارکاریان با آنکه شاعره‌ای است غزل سرا، اما از مسائل اجتماعی و جهانی انسان معاصر غفلت نمی‌ورزد و احساس‌ها و تشویش‌ها و دردهای انسان جهانی در اشعار وی بازتاب ویژه‌ای دارد.
وی خواهر بنیامین مارکاریان اخترفیزیک‌دان برجسته ارمنی بود.

## جوایز، افتخارات و نشان‌ها
- جایزه دولتی ارمنستان شوروی

## شعری از مارو مارکاریان به نام (تو را به یاد آوردم)
| چراغ‌های خانه روشن شد                     |  | ناگهان من تو را به یاد آوردم         |
| درخت‌ها همهمه سر کردند، شاخه‌ها لرزیدند    |  | ناگهان من تو را به یاد آوردم         |
| جوبار شُرشُر کنان گریخت                    |  | ناگهان من تو را به یاد آوردم         |
| روی ماه را شال ابر پوشانید               |  | ناگهان من تو را به یاد آوردم         |
| تو از چه چنین دنیا را پُر کرده‌ای از خویش؟ |  | تو از چه چنین بی مرز و بی‌نهایت هستی؟ |